# Mannen som visste allt
Mannen som visste allt (Mr Know-All) är en novell av W. Somerset Maugham. Den publicerades först i tidskriften Good Housekeeping 1924 men ingår även i novellsamlingen Collected short stories: Volume 1 av samma författare, som publicerades 1951. Det är en kort berättelse som i originalutgåvan är sex sidor lång. 

## Bakgrund
Maugham reste mycket, och var en av de mest kända författarna av reseberättelser under mellankrigstiden. Denna berättelse, som äger rum på ett fartyg, är en av de reseberättelserna. Det centrala temat avslöjas i det inledande stycket. Redan från början uttrycker berättaren sina fördomar mot mannen han måste tvingas att dela hytt med (Mr Kelada). Han ogillar Keladas namn, hans utseende, hans bagage, hans sätt att föra sig och avslutningsvis hans stolthet över att vara "brittisk ut i fingerspetsarna". 

## Handling
En rik brittisk köpman av orientaliskt ursprung som kallas Mr Kelada, möter en grupp västerlänningar på en oceanångare mellan San Francisco och Yokohama. Hans hyttkamrat, en brittisk medborgare som är den anonyma berättaren av historien, ogillar Mr Kelada redan innan han sett honom. I slutet av berättelsen visar han sig vara en riktig gentleman då han offrar sin egen stolthet för att rädda en amerikansk kvinnas äktenskap, och får därigenom berättarens fulla respekt.
Allteftersom berättelsen fortlöper, ändrar berättaren från att kalla huvudpersonen vid namn, till att använda begreppet "levantin". När Storbritannien tog över en del av Levanten i slutet av första världskriget, användes begreppet i nedlåtande syfte för lokalbefolkningen, med blandad arabisk och europeisk härkomst. Detta tyder på att berättarens fördomar mot Mr Kelada är rasistiska, som stöds av det faktum att han också hänvisar till Keladas "orientaliska leende" och möjligheten att han kan vara från Alexandria eller Beirut. 
En annan faktor till att Maugham ville ta med fördömande avsikter kan härledas till den tidpunkt då Levanten var ett kodord för att vara judisk. Keladas stolthet, kraftfulla och dominanta personlighet samt en beskrivning som "mörkhyad, med en tjock, böjd näsa" passar till vad som skulle kunna vara en beskrivning av en judisk köpman. Detta kan anses vara religiösa fördomar.

## Karaktärer
Karaktärerna som beskrivs är den namnlöse brittiske berättaren, levantinen Mr Kelada, konsuln Mr Elmer Ramsay och hans fru, Mrs Ramsay.
Mr Kelada beskrivs som "liten och undersätsig, mörkhyad och slätrakad med en tjock böjd näsa och stora blanka fuktiga ögon. Det långa svarta håret knollrade sig i topparna". Ramsay var amerikansk konsul i Kobe. "Det var en stor blekfet herre från Mellanvästern med en mage som svällde under konfektionskostymen."
"Mrs Ramsay var en rar liten människa med behagligt sätt och sinne för humor." "... Man kunde inte se på henne utan att frapperas av hennes blygsamhet, den föll i ögonen lika tydligt som en knapphålsblomma."
Berättaren är den enda karaktär som inte beskrivs närmare.

## Språk och stil
Berättarperspektivet är sett helt från den okände berättaren, som betraktar och beskriver händelseförloppet i sin omgivning på båtresan på ett målande sätt. 
Handlingen är uppbyggd med rak kronologi, och innehåller flera litterära termer så som metaforer (ett bildligt uttryckssätt där ett begrepp tillfälligt byts ut mot ett begrepp som liknar det ursprungliga. Likheten är beroende av sammanhanget, och metaforer fungerar därför endast då lyssnaren har tillgång till sammanhanget.) "... mr Kelada var född under en blåare himmel än som är vanlig i England."  
Liknelser eller analogi (inom den vidare kategorin bildspråk är en retorisk liknelse mellan två begrepp där jämförelseledet utgörs av något av orden "som" eller "liksom") går att finna på flera ställen i texten, bland annat: "Han var på alla platser på en gång. Alla tyckte han var som en kardborre."  
Även inslag av ironi (en stilfigur som innebär att det finns en skillnad med vad som sägs och vad som egentligen menas) kan förekomma, såsom "Han talade med en ledighet som var långt ifrån engelsk och med överdrivna gester." 
Handlingen utspelas delvis enligt retorikens stegring (består i att ord arrangeras i en gradvis stigande intensitetsordning). Stegringen kulminerar i klimax, det vill säga vid det högsta skalsteget. "Levantinen tog upp ett förstoringsglas och granskade det noga" "... hon var alldeles blek och såg ut som om hon skulle svimma. Hon stirrade förskräckt på honom med vidöppna ögon och en så förtvivlad bönfallande blick att det förvånade mig att hennes man inte lade märke till den. Mr Kelada hejdade sig med öppen mun. Han blev alldeles röd i ansiktet och man kunde nästan se hur han behärskade sig." 
Titeln har en tydlig koppling till novellens innehåll och huvudpersonen som av de övriga kallades för "Mannen som visste allt", till och med så att han hörde det.

## Placering i tid
När den skrevs var Mannen som visste allt tänkt att utspelas i nutid. Man kan se att novellen snart är 100 år gammal genom:
- Mr Ramsay uttrycker sig om att halsbandet hans fru köpt kostade "aderton dollar". Detta är ett uttryck vilket användes förr som ersättning till dagens stavning och språkbruk av siffran arton.

- I början uttrycks tydligt att detta utspelar sig under mellankrigstiden "Kriget hade just slutat." Novellen utgavs 1924, vilket är strax efter första världskrigets slut.